# Port lotniczy Lincoln
Port lotniczy Lincoln (IATA: LNK, ICAO: KLNK) – port lotniczy położony w mieście Lincoln, w stanie Nebraska, w Stanach Zjednoczonych.